# Romantically Yours
Romantically Yours drugi je studijski album od američkog soul glazbenika Marvina Gayea, koji postumno izlazi 1985. godine, a objavljuje ga diskografska kuća 'Columbia Records'.
Dok njegovo prethodno izdanje Dream of a Lifetime, pokazuje Gayeve apetite prema funki ritmu, ovo izdanje fokusiralo se na glazbeni stil njegovih idola poput Nata "King" Colea. Ova kolekcija skladbi pokazuje Gayev vokalni stil, koji se može vidjeti u pjesmama "Just Like", "Why Did I Choose You" (izvorno snimljena 1966. ali nije zadovoljila rezultatom, pa je kasnije ubačena u materijal koji je rađen 1978. za album pod nazivom Ballads, a objavljen kao Vulnerable 1997. godine), i "Walking in the Rain" koja pokazuje njegovo savršeno falseto pjevanje u jazz postavkama. Veći dio kolekcije "Why Did I Choose You", "I Won't Cry Anymore" i "The Shadow of Your Smile" bio je snimljen za album Vulnerable.

## Popis pjesama
1. "More" (Norman Newell, Nino Oliviero, Riz Ortolani)  – 2:40
2. "Why Did I Choose You" (Michael Leonard, Herbert Martin)  – 2:36
3. "Maria" (Oscar Hammerstein, Richard Rodgers)  – 3:06
4. "The Shadow of Your Smile" (Johnny Mandel, Paul Francis Webster)  – 3:03
5. "Fly Me To The Moon" (Bart Howard)  – 3:19
6. "I Won't Cry Anymore" (Al Frisch, Fred Wise)  – 2:40
7. "Just Like" (Gaye)  – 4:08
8. "Walkin' In The Rain" (Gaye)  – 2:54
9. "I Live For You" (Gaye)  – 2:40
10. "Stranger In My Life" (Gaye)  – 3:41
11. "Happy Go Lucky" (Eddie Holland, Norman Whitfield)  – 2:35

## Vanjske poveznice
- Allmusic.com[neaktivna poveznica] - Romantically Yours - Marvin Gaye